# Богомазов, Василий Фёдорович
Василий Фёдорович Богомазов (29 декабря 1868 — 1948) — российский и советский живописец, член союза художников СССР (1944).

## Биография
Богомазов родился в 1868 году в г. Суджа Курской губернии. Учитель рисования в Кучеровском сельхозтехникуме.
В. Ф. Богомазов считается одаренным от природы самобытным художником. Вольный слушатель Императорской Академии художеств в Санкт-Петербурге. Участник областных и Всесоюзных выставок народного творчества. В 1938 году на 3-й областной выставке был премирован 500 рублями за 2-е место.
Художник учился на практических уроках, лекциях знаменитых русских мастеров живописи. Его картины, небольшие по формату, подолгу задерживают взгляд, они написаны просто, талантливо, трогательно.
Картины хранятся в Курской картинной галерее имени Дейнеки, Курском областном краеведческом музее, частных коллекциях. Автор картин «После дождя», «Сумерки», «Сосновый лес», «Облака. Конец февраля», и др.
В Суджанском краеведческом музее хранится 16 полотен живописца.